# Level3
Level3 (стилизирано като LEVEL3) е четвъртият студиен албум на японското трио Парфюм, издаден на 2 октомври 2013 от музикалната компания Universal J и Perfume Records. От албума четири песни стават сингли: Spring of Life, Spending All My Time, Mirai no Museum и Magic of Love.

## Песни
Всички песни са композирани и написани от Ясутака Наката.
| 1.    | Enter the Sphere                         | 3:35 |
| 2.    | Spring of Life (Album-mix)               | 5:59 |
| 3.    | Magic of Love (Album-mix)                | 4:16 |
| 4.    | Clockwork                                | 4:32 |
| 5.    | 1 mm                                     | 4:17 |
| 6.    | 未来のミュージアム (Mirai no Museum)     | 3:21 |
| 7.    | Party Maker                              | 7:20 |
| 8.    | ふりかえるといるよ (Furikaeru to Iru Yo) | 6:15 |
| 9.    | ポイント (Point)                         | 3:46 |
| 10.   | だいじょばない (Daijyobanai)             | 3:03 |
| 11.   | Handy Man                                | 4:05 |
| 12.   | Sleeping Beauty                          | 4:52 |
| 13.   | Spending All My Time (Album-mix)         | 4:02 |
| 14.   | Dream Land                               | 5:16 |
| 55:10 |                                          |      |

|  | Тази страница частично или изцяло представлява превод на страницата Level3_(Perfume_album) в Уикипедия на английски. Оригиналният текст, както и този превод, са защитени от Лиценза „Криейтив Комънс – Признание – Споделяне на споделеното“, а за съдържание, създадено преди юни 2009 година – от Лиценза за свободна документация на ГНУ. Прегледайте историята на редакциите на оригиналната страница, както и на преводната страница, за да видите списъка на съавторите. ВАЖНО: Този шаблон се отнася единствено до авторските права върху съдържанието на статията. Добавянето му не отменя изискването да се посочват конкретни източници на твърденията, които да бъдат благонадеждни. |